# Timer
Als Timer (engl. für Zeitmesser) oder Zeitgeber im engeren Sinne bezeichnet man in der technischen Informatik und der Elektronik einen Steuerbaustein, der zur Realisierung der unterschiedlichsten zeitbezogenen Funktionen sowie in Zählern eingesetzt wird.
Im weiteren Sinne wird das Wort Timer auch für Sleeptimer, Zeitschaltuhren, Kurzzeitwecker, Zeitrelais und elektronische Schaltungen oder Schaltkreise sowie für interne Funktion in Mikrocontrollern verwendet. Solche controllerinterne Strukturen repräsentieren einen oder mehrere unterschiedliche Timer, die unabhängig voneinander betrieben werden können.
Mögliche Einsatzgebiete sind u. a. Impulsgeneratoren, Taktgeber, zur Zeitmessung oder  Referenzzeitgeber für Ereigniszähler.
Timer können als Software oder als Hardware (elektronische Schaltung) realisiert werden. Beide Varianten benötigen ein Zeitnormal bzw. Zeitglied.
Softwarelösungen benutzen dazu die Taktfrequenz des Mikrocontrollers. Die Taktfrequenz ist durch einen Schwingquarz, einen Piezoschwinger oder ein Zeitglied im integrierten Schaltkreis bestimmt. Elektronische Schaltungen bzw. Timerschaltkreise benutzen dazu ein externes Zeitglied (RC-Glied aus Widerstand und Kondensator).
Als Zeitverzögerung kann auch die interne Signalverzögerungszeit von elektronischen Schaltkreisen genutzt werden.
Im Nanosekundenbereich werden Zeitglieder als Leitungen bestimmter Länge ausgebildet, jedoch meist nicht als Timer bezeichnet.
Oft enthalten Timerschaltkreise auch programmierbare Frequenzteiler, sodass sich nicht nur Zeiten im Bereich von Mikrosekunden bis zu Millisekunden, sondern bis zu mehreren Stunden oder Tagen realisieren lassen.